# إلرتيسن
ايلرتيسن (بالألمانية: Illertissen) هي بلدة ألمانية تقع في ألمانيا في نوي-أولم. يقدر عدد سكانها بـ 16,455 نسمة .

## المدن التوأمة
مدن كارناك و Loket هي مدن توأمة لـايلرتيسن.

## أعلام
- باتريك كاب
- مارك فورستر
- مانويل كونراد